# Atepomara
Atepomara is een geslacht van vliesvleugeligen uit de familie Encyrtidae. De wetenschappelijke naam van dit geslacht is voor het eerst geldig gepubliceerd in 2010 door Noyes.

## Soorten
Het geslacht Atepomara omvat de volgende soorten:
- Atepomara deros Noyes, 2010
- Atepomara ixys Noyes, 2010
- Atepomara rhea Noyes, 2010